# André Lange
André Lange (* 28. června 1973 Ilmenau) je bývalý německý bobista. Narodil se v NDR, reprezentoval již sjednocené Německo. Je držitelem čtyř zlatých olympijských medailí, dvou ze čtyřbobu (Salt Lake City 2002, Turín 2006) a dvou z dvoubobu (Turín 2006, Vancouver 2010). Krom toho má stříbro ze čtyřbobu, z Vancouveru. Je též osminásobným mistrem světa a devítinásobným mistrem Evropy. Začínal jako sáňkař, na boby přesedla v roce 1993. Na olympijských hrách ve Vancouveru roku 2010 byl vlajkonošem německé výpravy.